# 46-а ракетна бригада
46-а ракетна бригада е бивше съединение от Сухопътните войски на Българската армия.

## Въоръжение
Бригадата е въоръжена с оперативно-тактически ракетни комплекси „Скъд“: „8К11“ (SS-1b „Scud A“) и „9К72 Эльбрус“ (SS-1c „Scud B“ – 8К14).

## История
- 1 ноември 1962 – формирана
- 16 декември 1963 – връчване на бойното знаме
- 2 юли 1964 – Първи боен пуск
- 6 юни 1966 – Втори боен пуск
- 16 май 1969 – Трети боен пуск (групов – 1-ва и 6-а батареи)
- 23 май 1972 – Четвърти боен пуск (групов – 3-та и 5-а батареи)
- 00.00.1974 – начало на превъоръжаване (замяна на ракетния комплекс 8К11 с 9К72)
- 28 май 1975 – Пети боен пуск (групов – 1-ва, 2-ра и 3-та батареи)
- 18 май 1979 – Шести боен пуск (пуск, повторен пуск – 4-та батарея)
- 26 май 1983 – Седми боен пуск (групов – 1-ва и 2-ра батареи)
- 16 май 1987 – Осми боен пуск (групов – 2-ра и 3-та батареи)
- август 1990 – въвеждане на съкратени щатове (Със 78%, състава е сведен до по 78 офицери и сержанти, и 60 войника)
- 17 септември 1990 – начало на приемане на техниката на разформираната 56-а ракетна бригада (4 пускови установки 9П117)
- 1 септември 1998 – разформирана

## Командири

### Командири на бригадата
- 1962 – 1964 г. полковник Стоян Нейков
- 19 октомври 1964 – 28 август 1970 г. полковник Доньо Марков
- 1970 – 1972 г. полковник Кольо Кавалджиев
- 6 октомври 1972 – 14 октомври 1982 г. генерал Иван А. Янков
- 1984 – 1990 г. полковник Марко Михайлов
- 1990 – 1992 г. полковник Добри Добревски
- 1992 – 1998 г. полковник Симеон Симеонов

### Началници на щаба
- 1962 – 1964 г. полковник Минчо Пеловски
- 1964 – 1970 г. полковник Евлоги Иванов
- 1970 – 1973 г. полковник Пеньо Радков
- 1973 – 1976 г. полковник Иван С. Янков
- 1976 – 1979 г. полковник Марко Михайлов
- 1979 – 1982 г. полковник Йордан Николов
- 1982 – 1990 г. полковник Любен Костов
- 1990 – 1992 г. полковник Симеон Симеонов
- 1992 – 1998 г. полковник Ангел Главев

### Командири на дивизиони
През 1979 г. се сменя номерацията на ракетните дивизиони: 1-ви рдн става 2-ри рдн, а 2-ри рдн става 1-ви рдн.
1-ви ракетен дивизион
- 1962 – 1972 г. полковник Георги Илиев
- 1972 – 1975 г. полковник Йордан Николов
- 1975 – 1980 г. полковник Добри Добревски

2-ри (бивш 1-ви) ракетен дивизион
- 1980 – 1985 г. полковник Симеон Симеонов
- 1985 – 1987 г. полковник Стоян Стоянов
- 1987 – 1990 г. подполковник Димитър Николов
- 1990 – 1991 г. полковник Васил Кривошийски
- 1991 – 1992 г. полковник Стефан Джоргов
- 1992 – 1998 г. подполковник Димитър Змийчаров

2-ри ракетен дивизион
- 1962 – 1965 г. полковник Захари Младенов
- 1965 – 1967 г. полковник Серафим Алексиев
- 1967 – 1973 г. полковник Иван Стоилов Янков
- 1973 – 1976 г. полковник Никола Чадаров
- 1975 – 1979 г. полковник Сърмен Апостолов

1-ви (бивш 2-ри) ракетен дивизион
- 1979 – 1983 г. полковник Живко Керемидчиев
- 1983 – 1986 г. полковник Виктор Петров
- 1986 – 1988 г. полковник Васил Кривошийски
- 1988 – 1990 г. полковник Ангел Главев
- 1990 – 1992 г. полковник Румен Стоиков
- 1992 – 1994 г. полковник Георги Стоименов
- 1994 – 1998 г. подполковник Георги Валявичарски